# Acanthognathus brevicornis
Acanthognathus brevicornis este o specie de furnică aparținând genului Acanthognathus. Descrisă în 1944 de Smith, M.R., specia este originară din nord-vestul Americii de Sud.